# Bakem (Akwaya)
Bakem (ou Mbakem) est une localité du Cameroun située dans le département du Manyu et la Région du Sud-Ouest, à proximité de la frontière avec le Nigeria. Elle fait partie de la commune d'Akwaya et du canton de Takamanda.

## Population
La localité comptait 237 habitants en 1969, des Anyang.
Lors du recensement de 2005, on y a dénombré 2 187 personnes.